# Trippy Caribbean

Trippy Caribbean es el tercer trabajo discográfico de la banda de reggae Venezolana, Rawayana. Lanzado en 2016, que cuenta con los siguientes sencillos. 

## Lista de canciones
1. High (ft. Apache) (4:47)
2. Tucacas (2:38)
3. Funky  Fiesta (4:22)
4. Añejo (4:30)
5. Vengase I (4:19)
6. Entre Tus Sabanas (3:13)
7. Vengase II (3:20)
8. Volero (3:09)
9. Palmera Del Desierto (3:35)
10. Cabeza (6:52)